# Alexander Gordon, 4:e hertig av Gordon
Alexander Gordon, 4:e hertig av Gordon, född 18 juni 1743 på Gordon Castle, död 17 juni 1827 i sitt Londonresidens på Mount Street, Berkeley Square, var en skotsk pär.
Han var son till Cosmo Gordon, 3:e hertig av Gordon och Catherine Gordon. Han fick sin utbildning vid Eton och blev utnämnd till riddare av Tistelorden 1775. Han blev vidare utnämnd till peer av Storbritannien 1784 som Baron Gordon of Huntley. 
Med åren blev han känd som en verkligt upplyst aristokrat, "the greatest subject in England" som en samtida skrev och "the Cock o' the North". Han utvecklade ett stort intresse för sina egendomar, planerade och byggde byar för sina anställda m.m. Dessutom var han universitetskansler för Aberdeens universitet 1783–1827 och lordlöjtnant för Aberdeenshire till 1808. 

## Familj
Alexander Gordon gifte sig 1767 med Jane Maxwell (1748–1812) dotter till sir William Maxwell, 3:e baronet av Monreith. Äktenskapet blev snart stormigt, makarna bodde efter ett antal år på skilda håll, men resulterade ändå i ett antal barn:
- Charlotte Gordon (1768–1842), gift med Charles Lennox, 4:e hertig av Richmond
- George Gordon, 5:e hertig av Gordon (1770–1836)
- Susan Gordon (1774–1828), gift med William Montagu, 5:e hertig av Manchester
- Georgiana Gordon (1781–1853), gift med John Russell, 6:e hertig av Bedford
- Alexander Gordon (1785–1808)

Efter Jane Maxwells död gifte han om sig 1820 med Jane Christie (1780–1824), med vilken han tidigare fått fyra barn.